# 格蘭-泰勒稜鏡

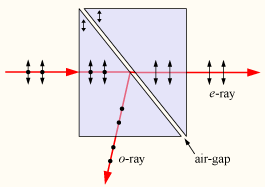
格蘭-泰勒棱稜鏡在內部氣隙反射「S偏振光」，僅透射「P偏振光」分量。光軸在圖平面內是垂直的。

格蘭-泰勒稜鏡（英語：Glan–Taylor prism）是一種用作偏振器或偏振分光鏡的稜鏡。它是現代偏振稜鏡中最常見的類型之一。阿查德（英語：Archard）和泰勒於1948年首次對其進行了描述。
稜鏡由兩個方解石（或有時其它雙折射材料）的直角棱鏡組成，它們在長面上以氣隙隔開。方解石晶體的光軸平行於反射平面排列。氣隙處「S偏振光」的全反射可確保設備僅傳輸「P偏振光」。由於間隙處的入射角可以合理地接近布魯斯特角（起偏角），因此减少了「P偏振光」的不必要反射，使格蘭-泰勒棱鏡的設計比格蘭-傅科稜鏡具有更好的透射率。請注意，雖然透射光束是完全偏振的，但反射光束不是。晶體的側面可以拋光以允許反射光束出射，也可以變黑以吸收它。後者减少了被拒絕光束的不必要的菲涅耳反射。
存在一種稱為「平面雷射稜鏡」的設計變體，是一個格蘭-泰勒稜鏡，但稜的切割角度更陡，以减少角視場為代價减少了反射損失。這些偏振器通常也被設計為容忍非常高的光束强度，例如由雷射器產生的光束强度。差異可能包括使用低散射損失的方解石，提高晶體表面，特別是側面的拋光質量，以及更好的抗反射塗層。商業上可以買到輻照度損傷閾值大於1GW/cm2的稜鏡。